# Marco Levi Bianchini
Marco Levi Bianchini (Rovigo, 28 agosto 1875 – Nocera Inferiore, 21 agosto 1961) è stato uno psichiatra e psicoanalista italiano.

## Biografia
Era il primogenito di Michelangelo Levi, banchiere ebreo originario di Rovigo ma attivo a Trieste, e della veneziana Enrichetta Bianchini, appartenente ad una facoltosa famiglia ebraica. Quando Marco era ancora adolescente, il padre, responsabile di un grave dissesto economico a causa di azzardati investimenti in borsa, fuggì in Romania e la madre, che non si sarebbe mai più riconciliata col marito, nel 1890 abbandonò Trieste e si trasferì con i figli a Padova, dove Marco continuò i suoi studi, avviati nel Ginnasio triestino e conclusi con la laurea in Medicina nell'università cittadina (1899).
Fu Grande Ispettore Generale dell'Ordine massonico Le Droit Humain, quindi 33º grado del Rito scozzese antico ed accettato. 

## Attività lavorativa
Dopo una breve esperienza di lavoro presso la clinica psichiatrica di Firenze, nel 1901, a causa delle urgenze economiche della famiglia, partì per il Congo, come ufficiale medico al servizio del re Leopoldo II del Belgio. Un anno dopo tornò a svolgere l'attività medica in Italia, avviando la sua carriera di psichiatra nel manicomio provinciale di Girifalco (Catanzaro) (1903), proseguendola poi nel manicomio interprovinciale di Nocera Inferiore (Salerno) (1909), quindi in quello di Teramo (1924), poi nuovamente a Nocera Inferiore (1931).
Promosse nel 1925 la fondazione, presso l'ospedale psichiatrico di Teramo, della Società psicoanalitica italiana (SPI), che diresse fino al 1931, quando ne cedette la guida ad Edoardo Weiss, il quale spostò la Società a Roma, mentre Levi Bianchini andava a dirigere il manicomio interprovinciale di Nocera Inferiore.
Benché favorevole al fascismo, nel 1938 fu costretto dall'emanazione delle leggi razziali a dimettersi da direttore del manicomio di Nocera. Fu costretto anche a cedere la direzione della sua rivista, l'Archivio di neurologia, psichiatria e psicoanalisi, a padre Agostino Gemelli, che eliminò dalla testata il termine "psicoanalisi". Scelse comunque di restare in Italia, mentre diversi suoi familiari riparavano negli Stati Uniti; e, alla fine della seconda guerra mondiale, riottenne il suo posto di direttore del manicomio di Nocera.
Nel secondo dopoguerra si adoperò per la ricostituzione della Società Psicoanalitica Italiana, della quale fu nominato presidente onorario. Dal 1945 al 1957 fu direttore dell'ospedale psichiatrico privato "Villa Russo" a Miano (Napoli). Nel 1951, fondò, con Giuseppe Montesano, la Rivista di Psicopatologia, Neuropsichiatria e Psicoanalisi, che nel 1954 si trasformò in Annali di Neuropsichiatria e Psicoanalisi. Diresse questi Annali fino al 1958, quando vi pubblicò il suo ultimo scritto di argomento psicoanalitico: La fonte della vita ovvero il bisogno di essere amati.

## Attività scientifica
Teorizzò l'ergoterapia, l'open door e il no restaint, mirando a trasformare il manicomio in una colonia sanitaria, sociale e agricola autosufficiente. Più tardi, nel 1915, fondò la "Biblioteca psichiatrica internazionale", che diventò l'anno successivo "Biblioteca psicoanalitica italiana"; e nel 1920 fondò l''Archivio generale di neurologia, psichiatria e psicoanalisi, una rivista alla quale collaboreranno esponenti di primo piano del movimento psicoanalitico internazionale (Jones, Adler, Hitschmann, Stekel, Harnik, Bergler, ecc.), da lui stesso tradotti.
Accostatosi alle tematiche psicodinamiche, entrò in contatto con Sigmund Freud, che lo accolse familiarmente a Vienna nel 1921. Col padre della psicoanalisi intrattenne poi un lungo rapporto epistolare e, ottenutone il consenso, tradusse e pubblicò in italiano diverse sue opere. Fu traduttore anche di Otto Rank e Oskar Pfister. Partecipò e intervenne ai Congressi internazionali di Psicoanalisi di Berlino (1922) e Innsbruck (1927).
Tra le sue prime pubblicazioni, va ricordato almeno L'isterismo dalle antiche alle moderne dottrine (Drucker, Padova, 1913). Dei suoi numerosi scritti di argomento psicoanalitico - dopo un lungo periodo di oblio del suo lavoro pionieristico, attribuibile principalmente all'ostilità manifestata nei suoi confronti prima da Edoardo Weiss e poi dai suoi allievi Emilio Servadio e Nicola Perrotti - sono stati raccolti in volume alcuni dei contributi più significativi (Marco Levi Bianchini, Biolibido - Antologia di scritti psicoanalitici (1920-1936), Metis, Chieti, 1995). La sua attività di psichiatra e di pioniere della psicoanalisi in Italia è stata argomento di due convegni scientifici, per iniziativa dell'ospedale psichiatrico di Teramo (1995), del quale a suo tempo fu direttore, e dell'Università degli studi di Salerno (2001).